# Эванс, Дейна (баскетболистка)
Дейна Эванс (англ. Dana Evans; род. 1 августа 1998 года, Гэри, Индиана, США) — американская профессиональная баскетболистка, выступающая в женской национальной баскетбольной ассоциации за команду «Лас-Вегас Эйсес». Была выбрана на драфте ВНБА 2021 года во втором раунде под общим тринадцатым номером командой «Даллас Уингз». Играет на позиции атакующего защитника и разыгрывающего защитника.

## Ранние годы
Дейна родилась 1 августа 1998 года в городе Гэри (штат Индиана) в семье Деймона и Шванды Эванс, у неё есть три брата, Деймон, Джастин и Лоренс, а училась она там же в академии управления Уэст-Сайда, в которой выступала за местную баскетбольную команду.